# Биби Захара Бене
Ниа Маршалл Куди Нгуа (англ. Nea Marshall Kudi Ngwa; род. 20 марта 1981) — американский актёр и певец камерунского происхождения, больше известен под своим драг-именем Биби Захара Бене (англ. BeBe Zahara Benet).
Широкую известность получил в 2009 году, победив в первом сезоне шоу «Королевские гонки Ру Пола». В 2018 году он вернулся в качестве неожиданного конкурента для третьего сезона «Королевские гонки Ру Пола: Все звёзды», финишировав на третьем месте. В 2019 году журнал New York назвал её одной из самых влиятельных дрэг-квин в США.
С 2019 года Биби стала экспертом в шоу преображения «Дивы в деле» на телеканале TLC.

## Биография
Нгуа родился и вырос в Камеруне. Его семья позже переехала во Францию, где Бене жил, пока он не переехал в Миннеаполис, чтобы завершить своё обучение в колледже.

## Карьера
Первый опыт работы Нгуа с драгом был на Парижском показе мод, где его попросили надеть платье, чтобы выйти на подиум в качестве женщины, так как отсутствовала модель. Его первое выступление драге было под песню Синди Лопер в гей-баре в Миннеаполисе в 1990-е.
Биби стала одной из девяти участниц первого сезона «Королевские гонки Ру Пола» в 2009 году на телеканале Logo. Биби была первым победителем серии, выиграв два испытания во время конкурса.
В 2011 году Бене появилась в двух эпизодах «Rupaul’s Drag U», выступая в роли «профессора».
Бене была раскрыта как неожиданная, десятая участница на премьере третьего сезона «Королевские гонки Ру Пола: Все звёзды». Она вышла в финал сезона, выиграв два испытания, но заняла третье место совместно с Шэнджелой.
В 2019 года Биби, Джуджуби, Торджи Тор и Алексис Мишель стали экспертами в шоу преображения «Дивы спасают свадьбу» на телеканале TLC, в 2020 году проект вышел под новым названием «Дивы в деле» с новым сезоном.
С 2020 года организовала своё танцевальное драг-шоу «Nubia», с которым ездит по городам США.

## Дискография
Мини-альбомы
- Kisses & Feathers (2017)

Синглы
- «I’m The Shit» (2009)
- «Cameroon» (2010)
- «Dirty Drums» (2012)
- «Face» (2014)
- «Get Fierce (Lose Yourself)» (2017)
- «Fun Tonite» (2017)
- «Starting A Fire» (2017)
- «Dirty Drums/Cameroon (All Stars Mix)» (2018)
- «Jungle Kitty» (2018)
- «Little Drummer Boy» (2018)
- «Banjo» (2020)